# Zeitschrift für Ostmitteleuropa-Forschung

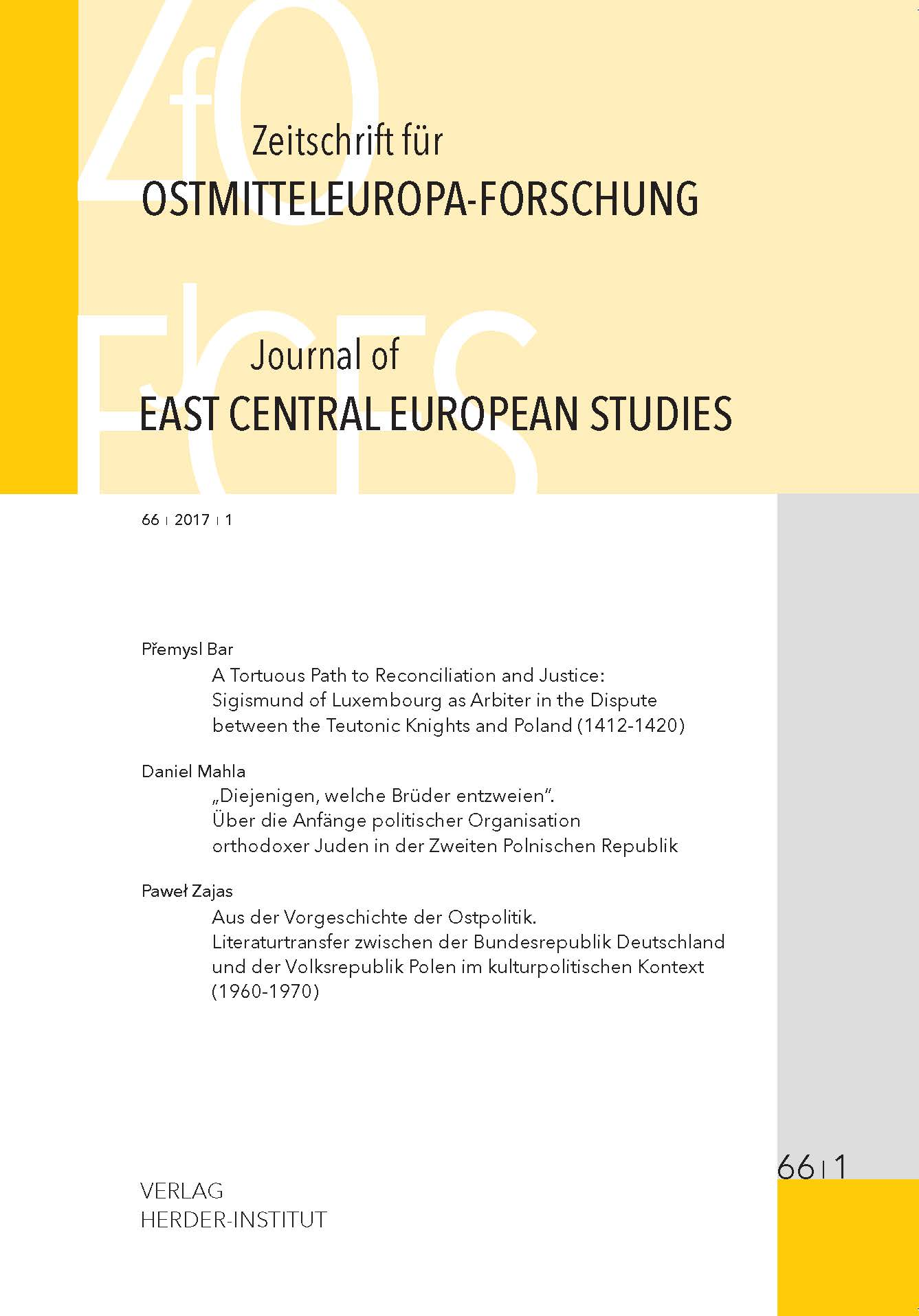
Obálka ZfO/JECES

Zeitschrift für Ostmitteleuropa-Forschung/ Journal of East Central European Studies  (česky: Časopis pro výzkum středovýchodní Evropy, zkratka: ZfO/ JECES) je recenzovaný odborný časopis pro dějiny a kulturu středovýchodní Evropy, vydávaný v německém a anglickém jazyce. Vychází z pověření Herderova institutu pro historický výzkum středovýchodní Evropy v Marburgu a v současnosti jej vede dvanáctičlenná komise historiků z Německa a USA. Časopis vychází čtyřikrát ročně. Vydavatelem je nakladatelství Herderova institutu.
ZfO byl založen v roce 1952 pod jménem Zeitschrift pro Ostforschung z pověření Rady Johanna Gottfrieda Herdera a jejích členů Hermanna Aubina, Herberta Schlengera a Ericha Keysera. Do roku 1969 vycházel ZfO ve vydavatelství Elwert v Marburgu. V roce 1994 přešlo právo vydávaní z Vědecké rady přímo na Herderův institut, v roce 1995 byl časopis přejmenován a dostal své současné jméno.
Příspěvky v ZfO se zabývají oblastmi nynějších států Polska, Česka, Slovenska, Běloruska, Ukrajiny, Litvy, Lotyšska a ruské oblasti Kaliningradu. Kromě vědeckých článků obsahuje ZfO i recenze a výzkumné zprávy. Jednou až dvakrát ročně vycházejí tematická čísla, která jsou součástí řady časopisu a která sestavují hostující sestavovatelé. V prvních desetiletích byly kromě toho publikované výběrové bibliografie se zaměřením na historii jednotlivých oblastí jakož i nekrology a konferenční zprávy. Zatímco vydavatelé ZfO v prvních desetiletích zastávali tradici německé Ostforschung, současné ZfO se vyhýbá předešlé fixaci německého podílu na dějinách středovýchodní Evropy a stanovil si za úkol historiograficky zobrazit heterogenitu tohoto regionu.
Příspěvky do ZfO se posuzují dle podmínek double blind peer review. Recenze jsou zveřejňovány mj. i na stránce Herderova institutu, na portálech recensio.net, Clio-online a některé i na portále sehepunkte.